# Нганну, Франсис
Франси́с Завье́ Нганну́ (фр. Francis Zavier Ngannou; род. 5 сентября 1986, Батье, Камерун) — камерунский профессиональный боксёр, боец смешанных единоборств, выступающий под эгидой PFL в тяжёлой весовой категории. Бывший чемпион UFC в тяжёлом весе. На момент ухода из организации занимал 5 строчку среди бойцов вне зависимости от весовой категории. Занимал 10 строчку рейтинга WBC в тяжёлом весе. Первый и действующий чемпион PFL Super Fights в тяжёлом весе.

## Биография
Нганну родился и вырос в деревне Батье, Камерун. Нганну жил в бедности и не мог получить образования.
Родители Нганну развелись, когда ему было 6 лет, и его отправили жить к тёте. В 10 лет Нганну начал работать на песчаном карьере в Батье из-за нехватки средств. В юности ему предложили вступить в несколько банд в его деревне. Однако Нганну отказался и решил использовать негативную репутацию своего отца как уличного бойца как мотивацию для того, чтобы сделать что-то позитивное и заняться боксом.
В 22 года, вдохновлённый боями Майка Тайсона, Нганну начал заниматься боксом, несмотря на первоначальное нежелание своей семьи. Прозанимавшись год, Нганну прекратил тренировки из-за болезни. Он занимался различными подработками, чтобы свести концы с концами, пока в возрасте 26 лет не решил отправиться в Париж, чтобы заняться профессиональным боксом. Однако по прибытии в Европу его посадили в тюрьму на два месяца в Испании за незаконное пересечение границы. После того как Нганну добрался до Парижа, у него не было ни денег, ни друзей, ни жилья. После бездомной жизни на улицах Парижа он встретил Фрэнсиса Кармона, который познакомил его с Фернандом Лопесом и фабрикой ММА. Будучи поклонником Майка Тайсона, Нганну изначально хотел научиться боксировать, но Лопес увидел его потенциал в ММА и убедил его попробовать ММА. Лопес дал Нганну экипировку ММА и разрешил ему тренироваться и спать в зале бесплатно, тем самым начав карьеру Нганну в ММА.
По приезде в Париж Нганну был бездомным и жил на улицах Парижа. После жизни на улице Нганну начал бесплатно обучаться в зале ММА с 2013 года.

## Смешанные единоборства

### Ultimate Fighting Championship
Нганну провел свой дебютный бой против Луиса Энрике 19 декабря 2015 года на UFC on Fox 17. Нганну выиграл бой нокаутом во втором раунде.
Следующим оппонентом Нганну стал Кёртис Блейдс 10 апреля 2016 года на UFC Fight Night 86. Нганну выиграл бой техническим нокаутом во втором раунде.
23 июля 2016 года Нганну встретился с Бояном Михайловичем на UFC on Fox 20. Нганну выиграл бой техническим нокаутом в первом раунде.
Нганну провёл бой с Энтони Хэмилтоном 9 декабря 2016 года на UFC Fight Night 102. Нганну завершил бой болевым приемом в первом раунде и получил премию «Выступление вечера».
В рамках турнира UFC on Fox 27-28 января 2017 года Нганну встретился с бывшим чемпионом UFC Андреем Орловским. Нганну выиграл бой техническим нокаутом в первом раунде и получил премию «Выступление вечера».
На турнире UFC 218 3 декабря 2017 года Нганну встретился с 1 номером рейтинга тяжеловесов UFC Алистаром Оверимом. Оверим славился как первоклассный ударник и грозный нокаутер тяжелого дивизиона, однако, уже в первом раунде Нганну нанес ему сокрушительный удар левым апперкотом и отправил Оверима в глубокий нокаут. Нганну добил хаммерфистом в лицо обездвиженное тело Оверима и одержал победу в этом бою. По сегодняшний день этот нокаут считается одним из самых страшных и брутальных в истории UFC. В результате Нганну оказался на первой строчке официального рейтинга UFC в тяжёлом весе.

##### Бой с Миочичем за титул
Победа над Алистаром Оверимом вывела Франсиса Нганну на титульный бой против действующего чемпиона UFC в тяжёлом весе, американца Стипе Миочича. Перед боем многие букмекеры считали фаворитом африканца, за счет его физической мощи и сильнейшего нокаутирующего удара. Вместе с тем ряд экспертов отмечали, что Миочич превосходит своего соперника в опыте и технике борьбы. Их поединок состоялся 20 января 2018 года на турнире UFC 220. В первом раунде Нганну нанёс Миочичу несколько сильных ударов, однако не сумел нокаутировать чемпиона. В то же время сам Миочич провёл ряд точных контратак, после чего перевёл бой в партер, где чемпион имел серьёзное преимущество над Нганну. К концу раунда Нганну утратил силы и подвижность, и американец весь последующий бой доминировал над претендентом. Все дальнейшие раунды проходили примерно по одному сценарию: после серий ударов ногами и руками чемпион переводил бой в партер, где избивал измождённого соперника. Как минимум дважды Миочич выходил на болевой приём, однако гонг спасал Нганну от досрочного поражения. В итоге, по прошествии пяти раундов все трое судей отдали победу Миочичу (50—44).
7 июля 2018 года на турнире UFC 226 Нганну провёл бой с американским тяжеловесом Дерриком Льюисом. Оба бойца выигрывали большую часть своих боёв нокаутами, поэтому от них ждали яркого поединка. Однако большую часть трёхраундового поединка спортсмены просто ходили по рингу без ударов и борьбы, изредка атакуя друг друга. За 15 минут боя бойцы нанесли 31 удар, из которых Нганну совершил лишь 11 ударов. В ходе второго раунда соперники даже получили предупреждение от рефери за пассивность. Так как Льюис был активнее в ходе всего боя, он получил победу по очкам единогласным решением судей (29—28, 29—28, 30—27). Американский спортивный комментатор Джо Роган назвал этот бой худшим в истории тяжёлого дивизиона UFC. Президент UFC Дэйна Уайт также назвал этот поединок ужасным и сказал, что после боя с Алистаром Оверимом самомнение Нганну «взлетело до небес» и сыграло против него. На следующий день после поединка Нганну извинился перед своими болельщиками, сказав что расстроен этим поединком и признав, что его страхи из предыдущего боя с Миочичем перекочевали и в этот бой. Однако он пообещал вернуться.
Возвращение Нганну в октагон ознаменовалось его второй победой над Кертисом Блейдсом. После мощного оверхенда от Нганну Кертис Блейдс повалился на настил, после чего предпринял несколько попыток встать, но безуспешно: Нганну активно добивал соперника, не давая ему прийти в себя. На 44 секунде 1-го раунда рефери было принято решение остановить бой и признать поражение Блейдса техническим нокаутом во второй раз. Таким образом, крайне неудачный для себя 2018 год Франсис Нганну сумел закончить яркой победой и своим возвращением на победную серию.
В феврале 2019 года состоялся поединок в рамках UFC между Нганну и бывшим чемпионом UFC Кейном Веласкесом. Бой закончился на 26 секунде 1 раунда после того, как Нганну в суматохе при сближении пробил апперкот и Кейн Веласкес свалился на настил, где был добит.
В июне 2019 года состоялся бой между Нганну и Жуниором дус Сантусом. На второй минуте боя Сантус выбросил размашистый оверхенд, от которого Нганну увернулся и контратаковал оппонента точным боковым ударом в челюсть. Нганну добил упавшего на настил Жуниора дус Сантуса, в результате одержав очередную победу нокаутом в первом раунде над ещё одним бывшим чемпионом UFC в тяжелом весе.
9 мая 2020 года на турнире UFC 249 Нганну потребовалось всего 20 секунд, чтобы отправить в глубокий нокаут суринамца Жаирзиньо Розенстрайка, до этого боя не знавшего поражений. По итогам турнира, камерунец получил бонус за «Выступление вечера».

#### Реванш с Миочичем за титул
27 марта 2021 года на турнире UFC 260 Нганну и чемпион Стипе Миочич снова встретились в титульном бою (первый бой Нганну проиграл единогласным решением судей). В первом раунде Миочич предпринял попытку тейкдауна, придерживаясь стратегии, которая помогла ему победить в первом бою (изматывать Нганну в борьбе), но безуспешно — Нганну остановил тейкдаун и, удерживая Миочича на земле, нанес ему множество ударов в голову, после чего соперники снова вернулись в стойку, где Нганну перебивал Миочича, а также нанес ему хайкик (удар ногой в голову). Во втором раунде Нганну отправил в нокдаун Миочича мощным прямым ударом с левой руки в челюсть, и нанес ещё несколько добивающих ударов в голову, однако, потрясенный Миочич все же смог снова подняться на ноги, но не надолго — Нганну нанес ещё один сокрушительный боковый удар с левой руки точно в челюсть Миочича, после чего последний рухнул без сознания сначала на собственную согнутую ногу, а затем, отпружинив от неё, упал на спину, пребывая в глубоком нокауте. Нганну нанес ещё один добивающий удар в челюсть обездвиженного Миочича, после чего рефери остановил бой. После боя Миочич был госпитализирован. Таким образом Фрэнсис Нганну забрал реванш и стал 17-м чемпионом UFC в тяжелом весе.

#### Бой с Сирилом Ганом
23 января 2022 года на турнире UFC 270 Нганну провел бой за объединение титулов тяжелого веса против временного чемпиона UFC Сирила Гана. Бой прошел всю дистанцию и завершился победой Фрэнсиса Нганну единогласным решением судей

#### Уход из UFC
После окончания контракта и долгих переговоров с UFC по поводу пересмотра гонорара и возможности выступления по боксу, соглашение так и не было подписано, что сделало Нганну свободным агентом и освободило от пояса чемпиона промоушена. По заявлению Дэйны Уайта, Нганну был предложен самый высокий гонорар в истории тяжелого веса UFC.

### Professional Fighters League
16 мая 2023 года было объявлено, что 36-летний боец подписал контракт с Professional Fighters League.

#### Бой с Ренаном Феррейрой
19 октября в Эр-Рияде (Саудовская Аравия) на «Kingdom Arena» подерется за титул в тяжелом весе на PFL Super Fights – Battle of the Giants против Ренана Феррейры. После почти трех лет отсутствия в ММА вернулся в смешанные бои и победил действующего чемпиона PFL Феррейру. На первых секундах боя сблизившись с оппонентом после чего провёл тейкдаун и контролировал соперника внизу. Бразилец попытался сделать удушающий "треугольник", но Фрэнсис смог его заблокировать улучшив позицию забил руками сверху пока Феррейра не потерял сознание.

## Профессиональный бокс
Желание выступать в профессиональном боксе и сразится с чемпионом WBC Тайсоном Фьюри было озвучено Френсисом Нганну задолго до самого боя, тогда когда он имел действующий контракт с UFC и даже ещё не был чемпионом UFC. Официально об этом боец заявил после победы в чемпионском поединке со Стипе Миочичем. Но получилось реализовать боксерский бой только после ухода Френсиса из промоушена. Считается, что именно желание Нганну боксировать с чемпионом WBC Тайсоном Фьюри было причиной ухода Френсиса из UFC. Известно что Дэйна Уайт не хотел прописывать в новый контракт пункт о возможности выступать в боксе и чтобы Френсис выходил на этот поединок.

### Бой с Тайсоном Фьюри
Бой прошёл 28 октября 2023 года в Эр-Рияде, (Саудовская Аравия) по правилам профессионального бокса с тремя судьями, был 10-ти раундовым и не был титульным. Бой завершился победой британца раздельным судейским решением со счетом 96—93, 95—94 и 94—95. В третьем раунде Нганну удалось отправить чемпиона в нокдаун ударом слева, а в восьмом раунде Фьюри снова был близок проиграть досрочно. Решение судей было спорным и критиковалось.

### Бой с Энтони Джошуа
После неожиданного поражения Уайлдера от Джозефа Паркера в вечере бокса в Саудовской Аравии 23 декабря 2023 года Френсису Нганну было предложено провести бой с бывшим объединённым чемпионом мира Энтони Джошуа. Бой прошел в Эр-Рияде и закончился быстрой и уверенной победой Джошуа нокаутом во 2-м раунде. Встав в стойку левши Нганну наносил размашистые удары, но они все приходились по воздуху. Энтони же держал камерунца на джебе и в конце первого раунда правым прямым уронил его в нокдаун за минуту до конца раунда. Джошуа не стал бросаться, чтобы добить, а спокойно отработал до конца раунда. Второй же раунд стал последним, меньше чем за минуту до конца раунда Джошуа правым боковым отправляет Френсиса в нокдаун, а после возобновления этим же ударом оформляет нокаут. Нганну потребовалась кислородная маска чтобы прийти в чувство. До боя появилась информация о заработках боксеров: Джошуа заработает 44.6 млн долларов, Нганну достанется — 20 млн долларов. Суммы указаны без учета платных трансляций PPV. Гонорар Нганну в два раза больше чем он получил за бой с Фьюри, где фиксированная сумма составила 10 миллионов долларов.

## Титулы и достижения

### Смешанные единоборства
- Ultimate Fighting Championship
- Бывший чемпион UFC в тяжёлом весе (один раз, бывший)
  - Одна успешная защита титула против Сирила Гана
  - Первый чемпион UFC, родившийся в Камеруне
- Бонус за «Выступление вечера» (6 раз) против Энтони Хэмилтона, Андрея Орловского, Кёртиса Блейдса (2 бой), Жуниора Дус Сантуса, Жаирзиньо Розенстрайка и Стипе Миочича
- Обладатель мирового рекорда по силе удара[50]
- Нокаут года (2017) против Алистара Оверима
- Шестой по проценту побед/финишей в истории UFC (85,71%: 11 из 12 досрочно)
- PFL
- Чемпион Super Fights в тяжелом весе (один раз, действующий)
- ESPN
- Нокаут года (2017) против Алистара Оверима[51].

- Bleacher Report
- Нокаут года (2017) против Алистара Оверима[52].
- MMA Fighting
- Нокаут года (2017) против Алистара Оверима[53].
- Прорыв года (2017)[54].
- MMAjunkie
- Нокаут года (2017) против Алистара Оверима[55].
- Pundit Arena
- Нокаут года (2017) против Алистара Оверима[56].
- MMADNA.nl
- Нокаут года (2017) против Алистара Оверима[57].
- World MMA Awards
- Нокаут года (2017) против Алистара Оверима[58].

## Статистика в профессиональном ММА
| Боёв 21  | Побед 18 | Поражений 3 |
| -------- | -------- | ----------- |
| Нокаутом | 13       | 0           |
| Сдачей   | 4        | 0           |
| Решением | 1        | 3           |

| Результат | Рекорд | Соперник              | Способ                                | Турнир                                       | Дата             | Раунд | Время | Место                      | Примечание                                                         |
| --------- | ------ | --------------------- | ------------------------------------- | -------------------------------------------- | ---------------- | ----- | ----- | -------------------------- | ------------------------------------------------------------------ |
| Победа    | 18-3   | Ренан Феррейра        | КО (удары руками)                     | PFL Super Fights: Битва Гигантов             | 19 октября 2024  | 1     | 3:32  | Эр-Рияд, Саудовская Аравия | Завоевал первый титул чемпиона PFL Super Fights в тяжелом весе     |
| Победа    | 17-3   | Сирил Ган             | Единогласное решение                  | UFC 270                                      | 22 января 2022   | 5     | 5:00  | Калифорния, Анахайм, США   | Защитил (1) титул чемпиона UFC в тяжёлом весе                      |
| Победа    | 16-3   | Стипе Миочич          | KO (удар)                             | UFC 260                                      | 27 марта 2021    | 2     | 0:52  | Лас-Вегас, США             | Завоевал титул чемпиона UFC в тяжёлом весе. Выступление вечера (6) |
| Победа    | 15-3   | Жаирзиньо Розенстрайк | KO (удары)                            | UFC 249                                      | 9 мая 2020       | 1     | 0:19  | Джэксонвилл, США           | Выступление вечера (5)                                             |
| Победа    | 14-3   | Жуниор дус Сантус     | TKO (удары руками)                    | UFC on ESPN: Нганну vs. Дус Сантус           | 29 июня 2019     | 1     | 1:11  | Миннеаполис, США           | Выступление вечера (4)                                             |
| Победа    | 13-3   | Кейн Веласкес         | KO (удары)                            | UFC on ESPN: Нганну vs. Веласкес             | 17 февраля 2019  | 1     | 0:26  | Финикс, США                |                                                                    |
| Победа    | 12-3   | Кёртис Блейдс         | KO (удары)                            | UFC Fight Night 141 Blaydes vs. Ngannou 2    | 24 ноября 2018   | 1     | 0:44  | Пекин, Китай               | Выступление вечера (3)                                             |
| Поражение | 11-3   | Деррик Льюис          | Единогласное решение                  | UFC 226                                      | 6 июля 2018      | 3     | 5:00  | Лас-Вегас, США             |                                                                    |
| Поражение | 11-2   | Стипе Миочич          | Единогласное решение                  | UFC 220                                      | 20 января 2018   | 5     | 5:00  | Бостон, США                | Бой за титул чемпиона UFC в тяжёлом весе                           |
| Победа    | 11-1   | Алистар Оверим        | KO (апперкот)                         | UFC 218                                      | 2 декабря 2017   | 1     | 1:42  | Детройт, США               | Нокаут года                                                        |
| Победа    | 10-1   | Андрей Орловский      | TKO (удары)                           | UFC on Fox 23 Shevchenko vs. Pena            | 28 января 2017   | 1     | 1:32  | Денвер, США                | Выступление вечера (2)                                             |
| Победа    | 9-1    | Энтони Хэмилтон       | Болевой прием (кимура)                | UFC Fight Night 102 Lewis vs. Abdurakhimov   | 9 декабря 2016   | 1     | 1:57  | Олбани, США                | Выступление вечера (1)                                             |
| Победа    | 8-1    | Боян Михайлович       | TKO (удары)                           | UFC on Fox 20 Holm vs. Shevchenko            | 23 июля 2016     | 1     | 1:34  | Чикаго, США                |                                                                    |
| Победа    | 7-1    | Кёртис Блейдс         | TKO (остановка врачом)                | UFC Fight Night 86 - Rothwell vs. Dos Santos | 16 апреля 2016   | 2     | 5:00  | Загреб, Хорватия           |                                                                    |
| Победа    | 6-1    | Луис Энрике           | KO (апперкот)                         | UFC on Fox: дус Анжус vs. Серроне 2          | 19 декабря 2015  | 2     | 2:53  | Орландо, США               | Дебют в UFC                                                        |
| Победа    | 5-1    | Уильям Бодатт         | TKO (сдача от ударов)                 | KHK MMA National Tryouts — Finale 2015       | 28 мая 2015      | 3     | 1:48  | Мадинат-Иса, Бахрейн       |                                                                    |
| Победа    | 4-1    | Люк Нгелека           | Удушающий прием (гильотина из стойки) | SHC 10 — Carvalho vs. Belo                   | 20 сентября 2014 | 1     | 0:44  | Женева, Швейцария          |                                                                    |
| Победа    | 3-1    | Билал Тахтахи         | KO (удар)                             | 100 % Fight 20 — Comeback                    | 5 апреля 2014    | 1     | 3:58  | Леваллуа-Перре, Франция    |                                                                    |
| Победа    | 2-1    | Николас Спек          | Удушающий приём (ручной треугольник)  | 100 % Fight 20 — Comeback                    | 5 апреля 2014    | 2     | 2:10  | Леваллуа-Перре, Франция    |                                                                    |
| Поражение | 1-1    | Зумана Сиссе          | Единогласное решение                  | 100 % Fight — Contenders 21                  | 14 декабря 2013  | 2     | 5:00  | Париж, Франция             |                                                                    |
| Победа    | 1-0    | Рашид Бензина         | Болевой приём (рычаг локтя)           | 100 % Fight — Contenders 20                  | 30 ноября 2013   | 1     | 1:44  | Париж, Франция             | Дебют в MMA                                                        |

## Статистика профессиональных боёв в боксе
В таблице перечислены результаты всех поединков боксёров.
В каждой строке указан результат поединка. Дополнительно номер поединка обозначен цветом, который обозначает итог поединка. Расшифровка обозначений и цветов представлена в нижеследующей таблице.
| Пример | Расшифровка                     |
| ------ | ------------------------------- |
|        | Победа                          |
|        | Ничья                           |
|        | Поражение                       |
|        | Планируемый поединок            |
|        | Поединок признан несостоявшимся |
| КО     | Нокаут                          |
| ТКО    | Технический нокаут              |
| PTS    | Решение судей (по очкам)        |
| UD     | Единогласное решение судей      |
| MD     | Решение большинства судей       |
| SD     | Раздельное решение судей        |
| RTD    | Отказ от продолжения боя        |
| DQ     | Дисквалификация                 |
| NC     | Поединок признан несостоявшимся |

| 2 | 0-2 | 8 марта 2024    | Энтони Джошуа (27-3)  | Kingdom Arena, Эр-Рияд, Саудовская Аравия  | KO 2 (10), 2:38 | Френсис в нокдауне в 1-м и во 2-м раунде                                                  |
| 1 | 0-1 | 28 октября 2023 | Тайсон Фьюри (33-0-1) | Boulevard Hall, Эр-Рияд, Саудовская Аравия | SD 10           | Дебют в профессиональном боксе. Счёт: 95-94, 94-95, 93-96. Фьюри в нокдауне в 3-м раунде. |